# Keskimmäinen Suolajärvi
Keskimmäinen Suolajärvi eller Suolajärvet är sjöar i Finland. De ligger i kommunen Suomussalmi i landskapet Kajanaland, i den nordöstra delen av landet, 600 km norr om huvudstaden Helsingfors. Keskimmäinen Suolajärvi ligger 262 meter över havet. Arean är 20,9 hektar och strandlinjen är 2,13 kilometer lång. Sjön  ingår i Uleälvens huvudavrinningsområde. 